# Lunds Studentsångförenings solistpris
Lunds Studentsångförenings solistpris instiftades av prisfinansiären Tetra Laval i samverkan med Lunds Studentsångförening i samband med körens 175-årsjubileum 2006. Prissumman är på 150 000 kr och det gör priset till det näst största priset inom klassisk musik i Sverige.
Priset skall gå till en framstående svensk sångare eller musiker. En jury, bestående av Studentsångarnas ordförande, anförare, samt en av Studentsångarnas styrelse utsedd medlem med anknytning till det svenska musiklivet, utser pristagaren. Solistprisets diplom var tom 2022 utformat av kalligrafen Gun Larsson.

## Pristagare
| År   | Pristagare              | Stämma       | Motivering |
| ---- | ----------------------- | ------------ | --- |
| 2006 | Katarina Dalayman       | sopran       | "för en dramatisk sångkonst, där skarpt profilerade rolltolkningar förenas med vokal briljans" |
| 2007 | Peter Mattei            | baryton      | "för ett kraftfullt musikdramatiskt artisteri med personlig vokal uttryckskraft och imponerande gestaltningsförmåga" |
| 2008 | Christian Lindberg      | trombonist   | "för ett okonventionellt konstnärskap med världsomspännande räckvidd, där han finslipat och förnyat trombonspelets möjligheter" |
| 2009 | Helen Sjöholm           | sångare      | "som tack vare den personliga värmen och konstnärliga insikten i sitt brett uppskattade artisteri vunnit allas hjärtan" |
| 2010 | Ola Salo                | sångare      | "...för ett oberäkneligt artisteri som skapar nya konstnärliga uttryck genom att spränga gränserna mellan nytt och gammalt." |
| 2011 | Anna Larsson            | alt          | "...för att hon med övertygelse, stark scennärvaro och ett stort musikaliskt djup gestaltat altrepertoaren på världens stora konsert- och operascener." |
| 2012 | Martin Fröst            | klarinettist | "...för sitt sätt att tänja gränser med världsomspännande artisteri och virtuos värme." |
| 2013 | Michael Weinius         | tenor        | "Michael Weinius är en mycket mångsidig artist. Han framträder i lika hög grad som solist i den symfoniska repertoaren, som på operascenen. Där ger han sina roller en både musikalisk och karaktärsmässig stark gestaltning som bottnar i hans hängivna instuderingsarbete. På senare år har hans anslutit sig till raden av kända svenska Wagnertolkare och för på så sätt vår sångartradition vidare ut i världen." |
| 2014 | Per Tengstrand          | pianist      | “som genom sina fullödiga tolkningar och sitt visionära entreprenörskap vidgat pianomusikens spelrum i Sverige och världen" |
| 2015 | Nina Stemme             | sopran       | “som genom sina intensiva tolkningar och sin dramatiska och välklingande stämma, sprider glädje i Sverige och världen.” |
| 2016 | Loa Falkman             | baryton      | "Loa Falkman har etablerat sig som en av Sveriges mest välkända och älskade artister. Sedan debuten på Kungliga Operan 1973 i rollen som Ferdinand i Lars-Johan Werles Tintomara har han framträtt på en rad operascener i Sverige och utlandet i snart sagt alla de stora rollerna i sitt fack. Till Loas breda popularitet har även hans stora framgångar som skådespelare bidragit."                                |
| 2017 | Håkan Hardenberger      | trumpetare   | ”I år tilldelas solistpriset en instrumentalist som regelbundet framträder tillsammans med de främsta orkestrarna i världen. Han har profilerat sig som uttolkare av standardrepertoaren och av nyskrivna verk och har på senare år också inlett en framgångsrik karriär som dirigent...” |
| 2018 | Malin Byström           | sopran       | "...går i år till en sångare som under det senaste decenniet har etablerat sig på världens ledande operascener. Hon har gjort succé på bland annat Kungliga Operan, Covent Garden och Metropolitan och trollbinder publik världen över med sin mångfasetterade röst och självklara sceniska auktoritet." |
| 2019 | Karl-Magnus Fredriksson | baryton      | "För sin extraordinära sångkonst och obändiga förmåga att alltid låta textens innehåll visa vägen. Han bemästrar operans drama, romansens mångfacetterade uttryck och visans personliga tilltal med samma skärpa, och bjuder alltid sin publik på musik i sin mest angelägna form." |
| 2020 | Malin Broman            | violinist    | ”En prisad instrumentalist, tillika mycket omtyckt solist på Europas konserthus, idag konsertmästare i Sveriges Radios Symfoniorkester. Hon är en sann konstnär som till fullo bemästrar sitt instrument men också med stor värme och inlevelse visar ett musikaliskt ledarskap. Lunds Studentsångförenings solistpris 2020 går till violinisten och medlemmen av Kungliga Vetenskapliga Akademien Malin Broman. ”     |
| 2021 | Elin Rombo              | sopran       | ”För sitt enastående och mångfacetterade engagemang i musiken, de fina tolkningarna av den klassiska operan och även sin naturliga fallenhet för vår rika vistradition.” |
| 2022 | Lisa Nilsson            |              | |
| 2023 | John Lundgren           | baryton      | "för sin dramatiska och kraftfulla stämma, teatraliska scennärvaro och för att ha stärkt och fört vidare svensk operatradition till de mest prestigefyllda operahusen världen över" |

## Jämför även
- Solistpriset